# Style (bài hát của Taylor Swift)
"Style" là bài hát được thu âm bởi nữ ca sĩ kiêm sáng tác nhạc người Mỹ Taylor Swift, nằm trong album phòng thu thứ 5 1989 (2014). Được sáng tác bởi chính Swift cùng Max Martin, Shellback và Ali Payami, bài hát được ra mắt trên sóng phát thanh bởi hãng thu âm Republic Records vào ngày 10 tháng 2 năm 2015, dưới dạng đĩa đơn thứ 3 trích từ album.
Từ khi phát hành, "Style" mở đầu tại vị trí thứ 60 trên Billboard Hot 100 Hoa Kỳ và vị trí thứ 39 trên Pop Songs..

## Những người thực hiện
Đội ngũ tham gia sản xuất 1989 dựa trên phần bìa ghi chú.
| - Taylor Swift – hát chính, người viết bài hát, hát nền - Max Martin – nhà sản xuất, người viết bài hát, keyboard - Shellback – nhà sản xuất, người viết bài hát, guitar đệm, keyboard, lập trình - Ali Payami - nhà sản xuất, người viết bài hát, keyboard, lập trình - Michael Ilbert – thu âm - Sam Holland – thu âm | - Cory Bice – trợ lý thu âm - Serban Ghenea – phối khí - John Hanes – kỹ sư phối khí - Tom Coyne – chủ nhiệm - Niklas Ljungfelt - guitar funk |  |

## Xếp hạng và chứng nhận doanh số
| Bảng xếp hạng (2014–15)                         | Thứ hạng cao nhất |
| ----------------------------------------------- | ----------------- |
| Úc (ARIA)                                       | 8                 |
| Áo (Ö3 Austria Top 40)                          | 28                |
| Bỉ (Ultratip Flanders)                          | 4                 |
| Bỉ (Ultratip Wallonia)                          | 6                 |
| Brazil (Billboard Hot 100)                      | 100               |
| Canada (Canadian Hot 100)                       | 6                 |
| Croatia (ARC 100)                               | 12                |
| Cộng hòa Séc (Rádio Top 100)                    | 11                |
| Pháp (SNEP)                                     | 85                |
| Trường songid là BẮT BUỘC CHO BẢNG XẾP HẠNG ĐỨC | 76                |
| Hungary (Rádiós Top 40)                         | 31                |
| Hungary (Single Top 40)                         | 18                |
| Ireland (IRMA)                                  | 38                |
| Israel (Media Forest TV Airplay)                | 1                 |
| Nhật Bản (Japan Hot 100)                        | 53                |
| Hà Lan (Dutch Top 40)                           | 22                |
| New Zealand (Recorded Music NZ)                 | 11                |
| Ba Lan (Polish Airplay Top 100)                 | 13                |
| Scotland (OCC)                                  | 9                 |
| Slovakia (Rádio Top 100)                        | 18                |
| South Africa (EMA)                              | 1                 |
| Anh Quốc (OCC)                                  | 21                |
| Hoa Kỳ Billboard Hot 100                        | 6                 |
| Hoa Kỳ Adult Contemporary (Billboard)           | 6                 |
| Hoa Kỳ Adult Pop Airplay (Billboard)            | 1                 |
| Hoa Kỳ Dance Club Songs (Billboard)             | 44                |
| Hoa Kỳ Pop Airplay (Billboard)                  | 1                 |
| Hoa Kỳ Rhythmic (Billboard)                     | 21                |

| Quốc gia                                                                           | Chứng nhận  | Số đơn vị/doanh số chứng nhận |
| ---------------------------------------------------------------------------------- | ----------- | ----------------------------- |
| Úc (ARIA)                                                                          | 2× Bạch kim | 140.000^                      |
| New Zealand (RMNZ)                                                                 | Vàng        | 7.500*                        |
| Anh Quốc (BPI)                                                                     | Bạc         | 200.000‡                      |
| Hoa Kỳ (RIAA)                                                                      | Bạch kim    | 1.000.000‡                    |
| * Chứng nhận dựa theo doanh số tiêu thụ. ^ Chứng nhận dựa theo doanh số nhập hàng. |             |                               |

## Lịch sử phát hành
| Quốc gia | Ngày                | Định dạng              | Nhãn thu âm          | Nguồn  |
| -------- | ------------------- | ---------------------- | -------------------- | ------ |
| Hoa Kỳ   | 9 tháng 2 năm 2015  | Hot adult contemporary | Big Machine Republic | [ 36 ] |
| Hoa Kỳ   | 10 tháng 2 năm 2015 | Contemporary hit radio | Big Machine Republic | [ 37 ] |
| Hoa Kỳ   | 10 tháng 2 năm 2015 | Rhythmic contemporary  | Big Machine Republic | [ 38 ] |